# Blank (Familienname)
Blank ist der Familienname folgender Personen:

## Namensträger

### A
- Albert Blank (Chemiker) (1863–1936), deutscher Chemiker und Heimatforscher
- Albert Blank (Manager) (1885–1963), deutscher Manager
- Alexander Blank (* 2002), deutscher Eishockeyspieler
- Alexander Solomonowitsch Blank (1921–1985), sowjetischer Historiker
- André Blank (1914–1987), belgischer Maler
- Andreas Blank (Romanist) (1961–2001), deutscher Sprachwissenschaftler
- Andreas Blank (Politiker) (* 1962), Schweizer Politiker (SVP)
- Andreas Blank (Handballspieler) (* 1980), deutscher Handballspieler
- Anton Blank (Jan Antoni Blank-Białecki; 1785–1844), deutscher Maler
- Arthur Blank (* 1942), US-amerikanischer Unternehmer
- Arthur Blank (Rennfahrer) (1933–2005), Schweizer Rennfahrer
- August Blank (1902–1995), deutscher Komponist
- Ava Blank (* 1977), deutsche Drehbuch- und Romanautorin

### B
- Barbara Jean Blank (* 1987), US-amerikanische Wrestlerin und Model, siehe Kelly Kelly
- Bernd Wilhelm Blank (* 1935), deutscher Bildhauer
- Bernhard M. Blank (* 1950), deutscher Maler und Künstler
- Bertram Blank (Politiker) (1930–1978), deutscher Politiker (SPD)
- Bertram Blank (Physiker), deutscher Physiker
- Bettina Blank (* 1956), deutsche Politologin und Verfassungsschutzmitarbeiterin
- Bonavita Blank (1740–1827), deutscher Naturforscher, Fossiliensammler und Professor für Naturgeschichte
- Boris Blank (Musiker) (* 1952), Schweizer Künstler
- Boris Blank (Eishockeyspieler) (* 1978), deutsch-kasachischer Eishockeyspieler und -trainer

### C
- Carolyn Blank (* 1988), US-amerikanische Fußballspielerin
- Christian Blank (1879–1967), deutscher Beamter und Politiker

### D
- David L. Blank (* 1953), US-amerikanischer Klassischer Philologe und Philosophiehistoriker

### E
- Ernst Georg Blank (1892–1957), deutscher Arzt

### F
- Festina Blank (1904–1944), deutsche Steyler Missionsschwester und Märtyrin
- François Blank (1930–2021), Schweizer Eishockeyspieler
- Franz J. Blank (* 1932), deutscher Maler
- Fritz Blank (1914–1977), deutscher Agraringenieur und Hochschullehrer für medizinische Mykologie

### G
- Georg Blank (Jurist) (1887–1966), deutscher Jurist und Politiker (DPS)
- Georg Blank (Widerstandskämpfer) (1888–1944), deutscher Politiker und Widerstandskämpfer
- Gertrud Blank (1892–1981), deutsche Sozialarbeiterin

### H
- Hannes Blank (* 1983), deutscher Radrennfahrer
- Hans Blank (Heimatforscher) (1850–1908), österreichischer Jurist und Heimatforscher
- Hans Blank (Musiker) (1919–2006), deutscher Musiker und Komponist
- Hans Blank (Künstler) (* 1952), niederländischer Maler und Bildhauer
- Hans-Walter Blank (1918–1968), deutscher Politiker (KPD)
- Harriet Blank (* 1944), deutsche Schwimmerin
- Harry Blank (* 1968), deutscher Schauspieler
- Heinrich Blank (Unternehmer) (1836–1906), deutscher Unternehmer, siehe Mechanische Werkstätten Harkort & Co.
- Heinrich Blank (Maler) (1862–1929), deutscher Maler
- Heinrich Blank (Ruderer) (* 20. Jahrhundert), deutscher Ruderer
- Helmut Blank (* 1938), deutscher Fußballspieler
- Hendry Blank (* 2004), deutscher Fußballspieler
- Herbert Blank (1899–1958), deutscher politischer Schriftsteller
- Herbert B. Blank (1947–1998), deutscher Politiker (CDU)
- Hermann Blank (1910–?), deutscher Maler, Grafiker und Illustrator
- Hugo Blank (1843–1924), deutscher Ingenieur und Fabrikant

### I
- Ingrid Haasis-Blank (* 1954), deutsche Politikerin
- Irma Blank (1934–2023), deutsch-italienische Malerin und Grafikerin

### J
- Jakob Blank-Arbenz (1810–1893), Schweizer Unternehmer
- Jamie Lee Blank (* 1994), deutsche Synchronsprecherin
- Jan Pieter Blank (* 1971), deutscher Musiker, Mitglied von Blank & Jones
- Joachim Blank (* 1963), deutscher Netzkünstler
- Jodie Blank (* 1992), deutsche Synchronsprecherin
- Johann Blank (SS-Mitglied) (1906–1944), SS-Hauptscharführer
- Johann Carl Schmitt-Blank (1824–1880), deutscher Klassischer Philologe und Gymnasiallehrer
- Johann Conrad Blank (1757–1827), österreichischer Geistlicher und Mathematiker
- Johann Friedrich Blank (1708–1745), russischer Architekt deutscher Abstammung
- Johann Peter Blank (1925–2014), deutscher Eisenbahningenieur
- Johann Blank (SS-Mitglied) (1906–1944), SS-Hauptscharführer
- Johannes Blank (Pfarrer) (1865–1940), deutscher evangelischer Pfarrer, Heimatforscher (Pseudonym: Jhs. Buchwald) und Chronist
- Johannes Blank (1904–1983), deutscher Wasserballspieler
- Joost de Blank (1908–1968), britischer anglikanischer Theologe und Erzbischof von Kapstadt
- Josef Blank (Theologe) (1926–1989), deutscher Theologe und Hochschullehrer
- Josef Bonavita Blank (1740–1827), deutscher Priester, Mineraloge und Zoologe
- Joseph Blank (Politiker) (1913–1994), deutscher Politiker (CDU)
- Joseph-Theodor Blank (* 1947), deutscher Politiker (CDU)
- Juliane Blank (* 1981), deutsche Germanistin
- Julius Blank (Kaufmann) (1803–1865), deutscher Kaufmann und Firmeninhaber, siehe Mechanische Werkstätten Harkort & Co.
- Julius Blank (1925–2011), US-amerikanischer Maschinenbauer

### K
- Karl Blank (Architekt) (Karl Iwanowitsch Blank; 1728–1793), russischer Architekt
- Karl Emil Blank (1817–1893), deutscher Kaufmann
- Klaus Blank (* 1935), deutscher Fußballspieler
- Konrad Blank (* 1931), österreichischer Politiker

### L
- Lars Mathias Blank (* 1969), deutscher Ingenieur und Biologe
- Les Blank (1935–2013), US-amerikanischer Dokumentarfilmer
- Lorenz Blank (1862–1922), deutscher Politiker
- Ludwig Blank (* 1949), deutscher Fußballspieler

### M
- Margarete Blank (1901–1945), deutsche Ärztin
- Marie Blank-Eismann (1890–nach 1965), deutsche Schriftstellerin
- Marija Alexandrowna Blank (1835–1916), Mutter Lenins, siehe Marija Alexandrowna Uljanowa
- Martin Blank (1897–1972), deutscher Politiker
- Martin H. Blank (1908–1989), US-amerikanischer Agrarwissenschaftler
- Matthias Blank (1881–1928), deutscher Schriftsteller
- Max Blank (1887–1955), deutscher nationalsozialistischer Funktionär (RAD)
- Michael Blank (Designer), deutscher Designer, Abteilungsleiter im Amt für Industrielle Formgestaltung der DDR
- Michael Blank (Jurist) (* 1948), deutscher Jurist
- Michael Blank (Künstler) (* 1959), österreichischer Maler, Bildhauer und Messerschmied
- Michael Blank (Politiker) (* 1961), deutscher Politiker (SPD)

### O
- Otto Blank (1917–2006), deutscher Industrieller

### P
- Pankraz Blank (1882–1961), deutscher Politiker (Zentrum)
- Paula Blank (1887–1967), deutsche Bibliothekarin
- Peter Blank (* 1962), deutscher Speerwerfer
- Peter Blank (Priester) (1939–2021), deutscher Jurist, römisch-katholischer Geistlicher in der Prälatur Opus Dei
- Piet Blank (* 1971), deutscher Musiker und Komponist, siehe Blank & Jones

### R
- Radha Blank (* 1976), US-amerikanische Drehbuchautorin und Filmregisseurin
- Ralf Blank (* 1962), deutscher Historiker
- Rebecca Blank (1955–2023), US-amerikanische Wirtschaftswissenschaftlerin und Politikerin
- Renate Blank (1941–2021), deutsche Politikerin (CSU)
- Richard Blank (1939–2022), deutscher Autor, Regisseur und Produzent
- Robert Carl Blank (* 1975), deutscher Gitarrist und Sänger
- Roger Blank (* 1938), US-amerikanischer Schlagzeuger
- Rudolf Blank (* 1955), deutscher Fußballspieler

### S
- Sabine Blank (* 1984), deutsche Fußballspielerin
- Sachar Blank (* 1985), deutscher Eishockeyspieler
- Stefan Blank (* 1977), deutscher Fußballspieler
- Stephen J. Blank (* 1950), US-amerikanischer  Militärhistoriker
- Steve Blank (* 1953), US-amerikanischer Unternehmer, Dozent und Autor

### T
- Theodor Blank (1905–1972), deutscher Politiker (CDU), Bundesminister
- Thomas Blank (* 1980), deutscher Althistoriker
- Thomas Blank (Künstler) (1933–2013), Schweizer Zeichner und Plastiker

### U
- Ulrich Blank (Abt) (1673–1748), deutscher Geistlicher, Reichsprälat und Abt zu Marchtal (heute Obermarchtal, Alb-Donau-Kreis)
- Ulrich Blank (Ingenieur) (* 1948), deutscher Ingenieur und Manager
- Ulrike Blank-Peters (* 1967), deutsche Triathletin
- Urban Blank (1922–2020), Schweizer Bildhauer, Maler, Zeichen- und Werklehrer und Pädagoge
- Ursula Blank-Sangmeister (* 1948), deutsche Altphilologin, Autorin, Übersetzerin und Herausgeberin

### V
- Viktoria Blank (1859–1928), deutsche Sängerin (Alt)
- Vitalij Blank (* 1982), deutscher Eishockeyspieler

### W
- Walter Blank (Mediziner) (1894–1943), deutscher Radiologe
- Walter Ferdinand Blank (1934–2015), deutscher Unternehmer
- Wilhelm Blank (1899–1945), deutscher Widerstandskämpfer und NS-Opfer
- Willi Blank (* 1920), deutscher Akkordeonspieler
- Wolfgang Blank (* 1959), deutscher Manager